# بابی تروپ
بابی تروپ (انگلیسی: Bobby Troup؛ ‏ ۱۸ اکتبر ۱۹۱۸ – ۷ فوریهٔ ۱۹۹۹) یک آهنگساز، ترانه‌سرا، خواننده، نوازنده پیانو و بازیگر اهل ایالات متحده آمریکا بود.
از فیلم‌ها یا برنامه‌های تلویزیونی که وی در آن نقش داشته است، می‌توان به وضعیت اضطراری! اشاره کرد.